# Sertão

Sub-regioni del nord est: 1 • Meio norte,
2 • Sertão, 3 • Agreste e 4 • Zona da Mata (nord Est)

Il sertão (IPA: [sɛhˈtɐ̃w̃]) (plurale sertões, parola della lingua portoghese che probabilmente deriva da desertão = grande deserto) è una regione semi-arida che abbraccia molti stati del nord est brasiliano (Bahia, Sergipe, Alagoas, Pernambuco, Paraíba, Rio Grande do Norte, Ceará, Piauí e Maranhao) arrivando fino alla parte nord dello Stato di Minas Gerais. 
Geograficamente, il sertão consiste principalmente di bassopiani. La maggior parte dei territori del sertão si trova ad un'altitudine compresa tra 200 e 500 metri sul livello del mare, con quote più elevate rappresentate sul confine orientale dal Planalto da Borborema, dove si incontra con la regione sub-umida detta agreste, dalla Serra da Ibiapaba nel Cearà occidentale e dal Serro do Periquito nel Pernambuco centrale. Verso nord il sertão si estende fino alle pianure costiere dello Stato del Rio Grande do Norte, mentre a sud arriva al confine settentrionale dello Stato di Minas Gerais.
Trovandosi vicino all'equatore, la temperatura nel sertão resta grossomodo uniformemente attestata per tutto l'anno su valori tipici tropicali, spesso estremamente elevati nella zona occidentale.

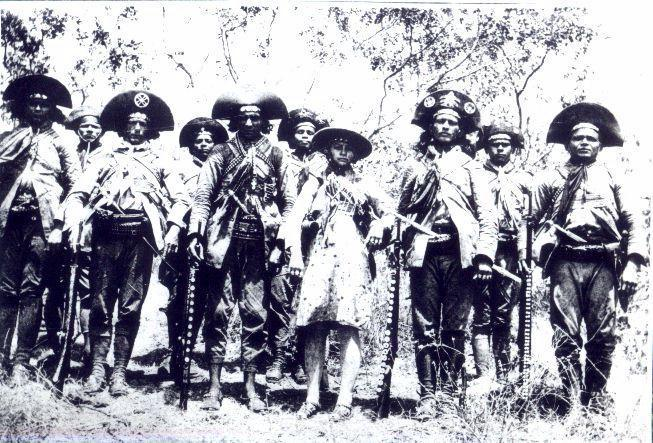
Un gruppo di cangaceiros, i ribelli del sertão, con il loro caratteristico abbigliamento; al centro il famoso capo Lampião.

La piovosità media annuale nel sertão è compresa tra 500 e 800 millimetri, non bassissima, se confrontata con quella della città costiera di Fortaleza (1.300 mm), ma tuttavia concentrata in un brevissimo arco di pochi mesi (da gennaio ad aprile ad occidente e da marzo a giugno nel sertão orientale) che rende la stagione delle piogge particolarmente violenta. La sua violenza e la sua incostanza portano negli anni all'alternarsi nella zona di siccità e inondazioni, rovinando i raccolti e causando spesso negli anni gravi carestie tra i contadini della zona. La peggiore di esse, registrata tra il 1877 ed il 1879, si dice uccise più della metà della popolazione della regione. Il fenomeno della carestia dovuta alle periodiche secas (gravi siccità) hanno dato origine al fenomeno dei retirantes, immigrati che abbandonato tutto vanno verso le grandi città costiere in cerca di miglior fortuna e condizioni di vita.
Caratteristica di questa regione dal clima assai secco, è l'ecoregione della caatinga, che consiste principalmente di cespugli bassi e contorti, adattati a questo clima estremo. Alcune specie originarie della caatinga sono divenute piante da coltivazione, tra cui ricordiamo il caju (Anacardium occidentale): il seme di questo frutto è la castanha del caju ('noce di anacardio'), che è consumata secca in diverse parti del mondo.
Alcune parti del sertão sono oggi riconosciute come riserve di biodiversità, proprio per via della loro particolare flora e fauna.
Dal punto di vista storico, nella regione, desolata e povera, si sviluppò tra la fine del XIX secolo e l'inizio del XX secolo il caratteristico fenomeno di banditismo sociale del cangaço che mescolava ribellismo, brigantaggio e confuse istanze di riscatto sociale, mentre nel 1896-1897 l'area fu anche teatro della rivolta di Canudos, importante manifestazione di messianismo religioso-rivoluzionario, repressa brutalmente dall'esercito regolare.
Questa regione ha dato origine a una ricca ed originale produzione letteraria, tra cui ricordiamo i capolavori Os Sertões di Euclides da Cunha (tradotto in italiano come Brasile ignoto) e Grande Sertão di João Guimarães Rosa. La rappresentazione del sertão nella letteratura è considerata un elemento centrale nella costruzione dell'identità nazionale brasiliana.